# Illica
Illica è una frazione del comune di Accumoli in provincia di Rieti, nella regione Lazio.

## Geografia
Il paese sorge nell'area dei Monti della Laga a pochi chilometri da Amatrice e si mostra in una veste rurale quanto amena. Malgrado sia abitato da sole 4 famiglie, vive nella bella stagione di una intensa attività vacanziera. Con un'altitudine di 850m s.l.m. dona in inverno un paesaggio spesso innevato con un clima freddo secco, mentre in estate allieta con le sue giornate fresche ed assolate, con le temperature che rimangono sempre contenute.
Sul fosso di Illica ci sono i ruderi di un vecchio mulino. Patria dei Campagnoni, dei Cappellanti (si ricorda nell'anno 1830 il vicario generale Raimondo Cappellanti), Carosi, Casini, De Petris, Ferretti, Alpini, Giovannini, Mazzarella, Severo, Truentini, Tubili, Valenti, Valentini, Venzi.

## Terremoto 2016
Il 24 agosto 2016 è stata pesantemente danneggiata da un terremoto di magnitudo 6.0 della scala Richter verificatosi nell'area reatina con epicentro nella vicina Accumoli.

## Monumenti e luoghi d'interesse

### Museo della Civiltà Contadina "Franco Casini"
Piccolo museo che raccoglie una ricca ed interessante raccolta di oggetti e utensili agricoli, dagli attrezzi usati nei campi, agli abiti che si indossavano.

### Chiesa di San Paolo apostolo
Risalente all'anno 1000, contiene affreschi attribuiti a Dionisio Cappelli di Amatrice, quali: la "Madonna con Figlio", la "Madonna che allatta" e la "Madonna che copre con il manto i fedeli" risalente all'anno 1494; i resti di un tabernacolo ligneo risalente al XVI secolo; due angeli scolpiti nel legno e tele del '600 e del '700.
Con il progressivo spopolamento del paese, ha subìto, come le chiese di altri paesi, vari furti.
Nel paese c'è anche una cappella privata, ora dismessa, dedicata a san Francesco di Paola.

## Feste e manifestazioni
- Festa di San Vincenzo Ferreri il 17 agosto.
- Festa della civiltà contadina, rappresentazioni di vita, dei mestieri e delle arti di altri tempi che si tiene il 13 agosto.
- Vi si tenevano varie ed affollate feste: la Candelora il 2 febbraio, la Madonna del Buon Consiglio nella 4ª domenica di maggio, San Luigi nella prima domenica di agosto.